# The Revenge of Shinobi (jeu vidéo, 2002)
Pour le jeu vidéo sur Mega Drive, voir The Revenge of Shinobi (jeu vidéo, 1989).
The Revenge of Shinobi est un jeu vidéo d'action et de plates-formes développé par 3d6 Games et édité par Sega, sorti en 2002 sur Game Boy Advance.

## Système de jeu
- Personnage principal : Vous incarnez Shinobi, un ninja en quête d’arrêter un seigneur de guerre nommé Ashira-o.
- Objectif : Pour libérer le monde de la malédiction d’Ashiro-o, Shinobi doit retrouver 5 épées élémentaires détenues par des shoguns maléfiques et les utiliser pour vaincre le puissant démon.
- Armes : 
  - Katana : L’arme principale de Shinobi.
  - Shurikens : Shinobi peut également attaquer avec des shurikens.

Le jeu propose un gameplay de type side-scroller, où le joueur contrôle Shinobi dans sa quête. La furtivité, la force et les arts mystiques sont essentiels pour triompher des ennemis et réussir l’aventure.

## Accueil
- GameSpot : 4,3/10[1]